# Venturia tectonae
Venturia tectonae är en stekelart som först beskrevs av Perkins 1936.  Venturia tectonae ingår i släktet Venturia och familjen brokparasitsteklar. Inga underarter finns listade i Catalogue of Life.